# شورش ۲۰۱۹ زندان التمیرا

منطقه التمیرا، پارا، برزیل

شورش ۲۰۱۹ زندان التمیرا (انگلیسی: 2019 Altamira prison riot) در ۲۹ ژوئیه رخ داد. شورش در مرکز توان‌بخشی منطقهٔ زندان التمیرا در پارا، برزیل، به دلیل اختلافات بین باندهای قاچاق مواد مخدر رقیب در داخل زندان به وقوع پیوست. در جریان این درگیری پنج ساعته، ۱۶ زندانی گردن زده و کشته شدند و ۴۱ نفر در اثر استنشاق دود ناشی از آتش‌سوزی که در آغاز شورش روشن شده بود، جان خود را از دست دادند.